# Nossa Senhora da Divina Providência
Nossa Senhora da Divina Providência é um título que os católicos atribuem a Virgem Maria. Sua festa é celebrada em 19 de novembro.

## História
O título de Nossa Senhora como "Mãe da Divina Providência" é frequentemente associado à sua intercessão nas Bodas de Caná.
A devoção a Nossa Senhora da Divina Providência originou-se na Itália e espalhou-se para a França e a Espanha. A devoção foi trazida para Porto Rico no início da década de 1850 pela Ordem dos Servitas. Segundo a tradição, São Filipe Benício (1233–1285) orou a Maria pedindo ajuda para fornecer comida aos seus frades e, posteriormente, encontrou várias cestas de provisões deixadas na porta do convento. Nossa Senhora da Providência foi declarada padroeira de Porto Rico por São Paulo VI em 19 de novembro de 1969. Seu dia festivo é celebrado em muitas comunidades porto-riquenhas.
Por volta de 1580, o pintor italiano Scipione Pulzone criou uma obra intitulada "Divinae Providentiae", que retratava a Virgem Maria embalando o Menino Jesus. A devoção a Maria, Mãe da Divina Providência, na primeira casa da Congregação dos Clérigos Regulares de São Paulo (Barnabitas) em Roma, na Igreja de São Carlos em Catinari, começou por volta do ano de 1611, quando um dos clérigos viajou a Loreto para rezar por ajuda para encontrar os recursos financeiros para concluir a Igreja de São Carlos. Após seu retorno, eles receberam a assistência necessária e os Barnabitas começaram a promover a devoção a Nossa Senhora da Providência.
A pintura de Pulzone foi doada aos Barnabitas em 1663. Foi colocada no altar de uma capela no primeiro andar da reitoria de São Carlos, atrás do altar-mor. Em 1732, uma cópia da pintura foi colocada em um local adjacente ao altar-mor da Igreja de São Carlos em Catinari, em Roma, onde atraiu muitos devotos.
Em 1774, o Papa Bento XIV autorizou a Confraria de Nossa Senhora da Providência, uma organização leiga criada com o propósito de promover obras especiais de caridade ou piedade cristã. O Papa Gregório XVI elevou-a a Arquiconfraria em 1839. Em 1888, o Papa Leão XIII ordenou a coroação solene da "Senhora Milagrosa" e aprovou a Missa e o Ofício de Maria, Mãe da Divina Providência. Em 5 de agosto de 1896, o superior-geral dos Barnabitas, Padre Bento Nisser, decretou que cada barnabita tivesse uma cópia da pintura em sua casa.

## Patrocínio

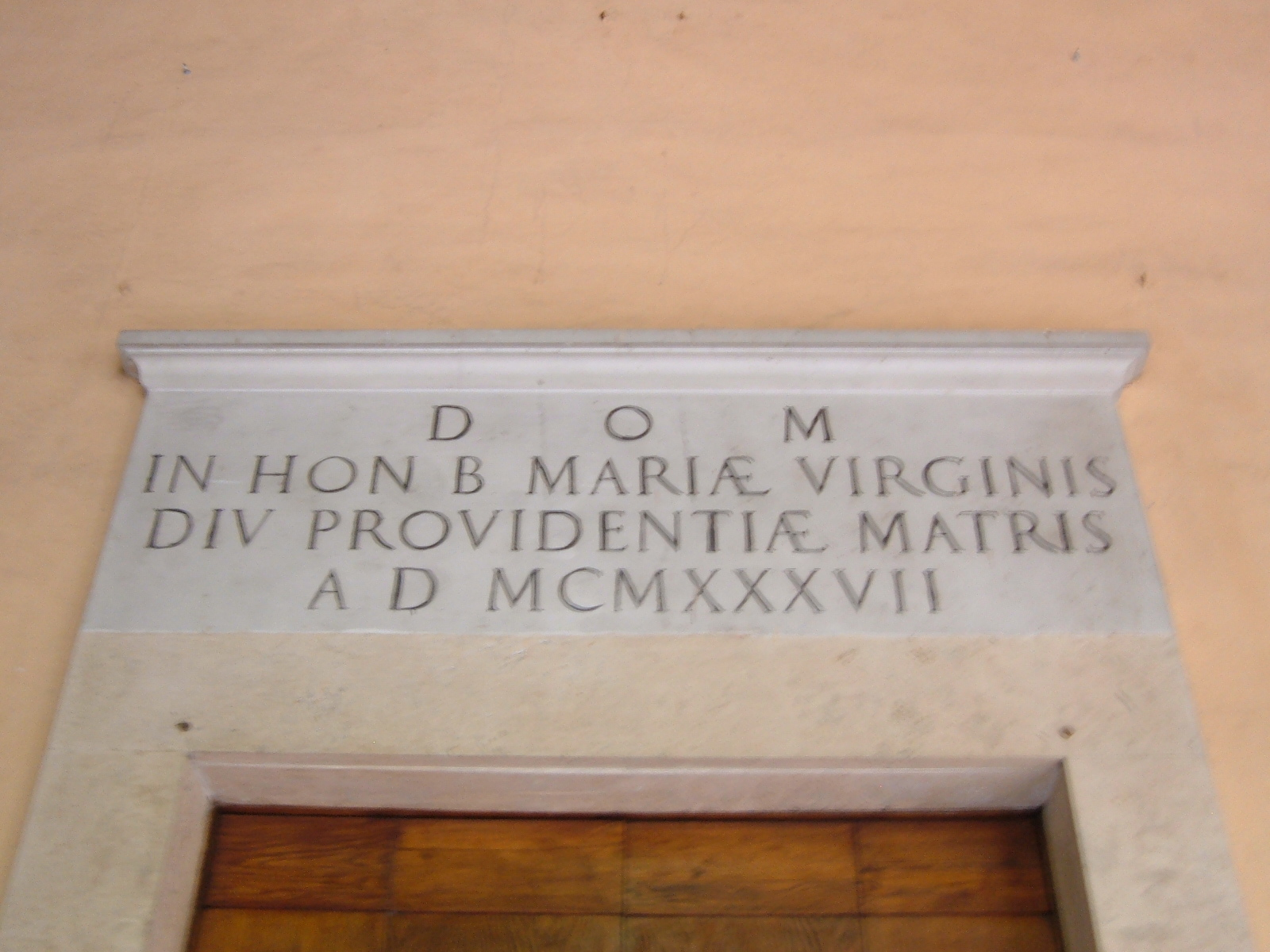
Placa dedicatória em Santa Maria Madre della Provvidenza a Monte Verde, Roma, com texto em latim Providentiae Matris

Nossa Senhora da Providência é a padroeira de Indiana e da Diocese de Providence, em Rhode Island. A capela do Hospital Saint Vincent em Worcester, Massachusetts, é dedicada a Nossa Senhora da Providência.
Nossa Senhora da Divina Providência é a padroeira da Abadia de São Bento em Atchison, Kansas. Nossa Senhora da Divina Providência também é a padroeira da "Casa de Oração Nossa Senhora da Divina Providência", uma organização eclesial em Clearwater, Flórida. A organização se dedica a promover o crescimento espiritual entre clérigos e leigos.
Nossa Senhora da Divina Providência é a padroeira da ilha caribenha de Porto Rico, onde um santuário é dedicado a ela.
Santa Maria Madre della Provvidenza a Monte Verde é uma igreja em Roma, construída em 1937 e igreja titular desde 1969.
Em 8 de maio de 2023, a Mãe da Divina Providência foi proclamada a nova padroeira da Diocese de Cuneo-Fossano. A celebração eucarística da proclamação foi presidida pelo Núncio apostólico na Itália, o arcebispo Emil Paul Tscherrig, na catedral de Fossano.

## Devoção nos Estados Unidos

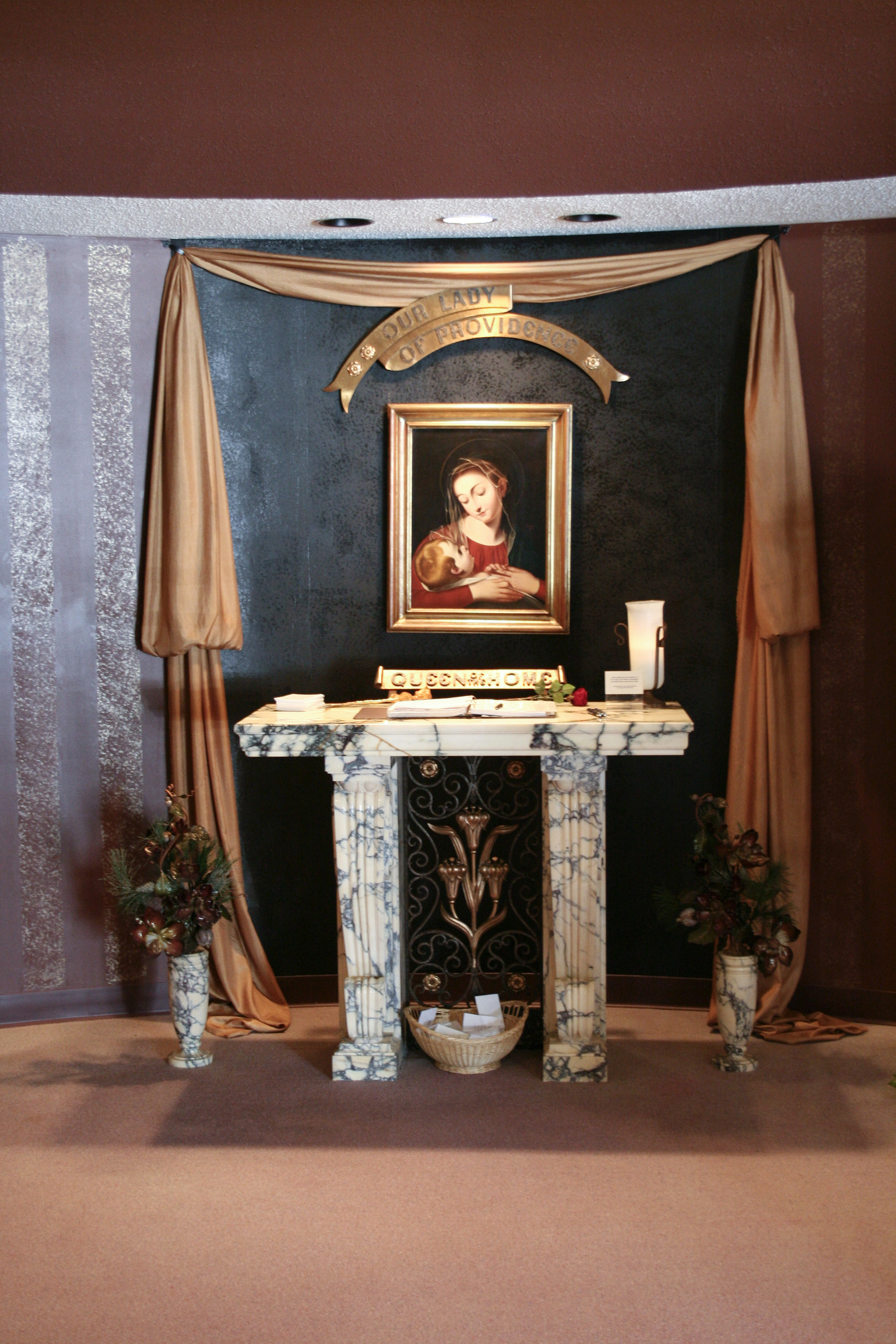
Altar do Santuário Nacional de Nossa Senhora da Providência em Saint Mary-of-the-Woods, Indiana

A devoção a Nossa Senhora da Providência chegou aos Estados Unidos depois que um capelão das Irmãs da Providência de Santa Maria dos Bosques , Indiana, Monsenhor A. J. Rawlinson, viu uma reprodução de "Mater Divinae Providentiae" na Universidade Católica da América. Durante uma viagem a Roma em 1925, Rawlinson reuniu informações históricas sobre a devoção a Nossa Senhora da Providência e então trouxe cópias da pintura para Saint Mary-of-the-Woods, Indiana.
Em 1.º de maio de 1925, o Santuário Nacional de Nossa Senhora da Providência foi canonicamente erigido em Saint Mary-of-the-Woods, com o objetivo de incentivar as famílias a fazerem de Maria a rainha de seus lares. Uma confraria ligada a este título mariano foi erigida e, posteriormente, um certificado de filiação da confraria americana foi estabelecido com a arquiconfraria de Roma.
Um hino a Nossa Senhora da Providência, composto pela Irmã Cecília Clare Bocard, é cantado pelas religiosas em várias celebrações especiais.

## Devoção em Porto Rico

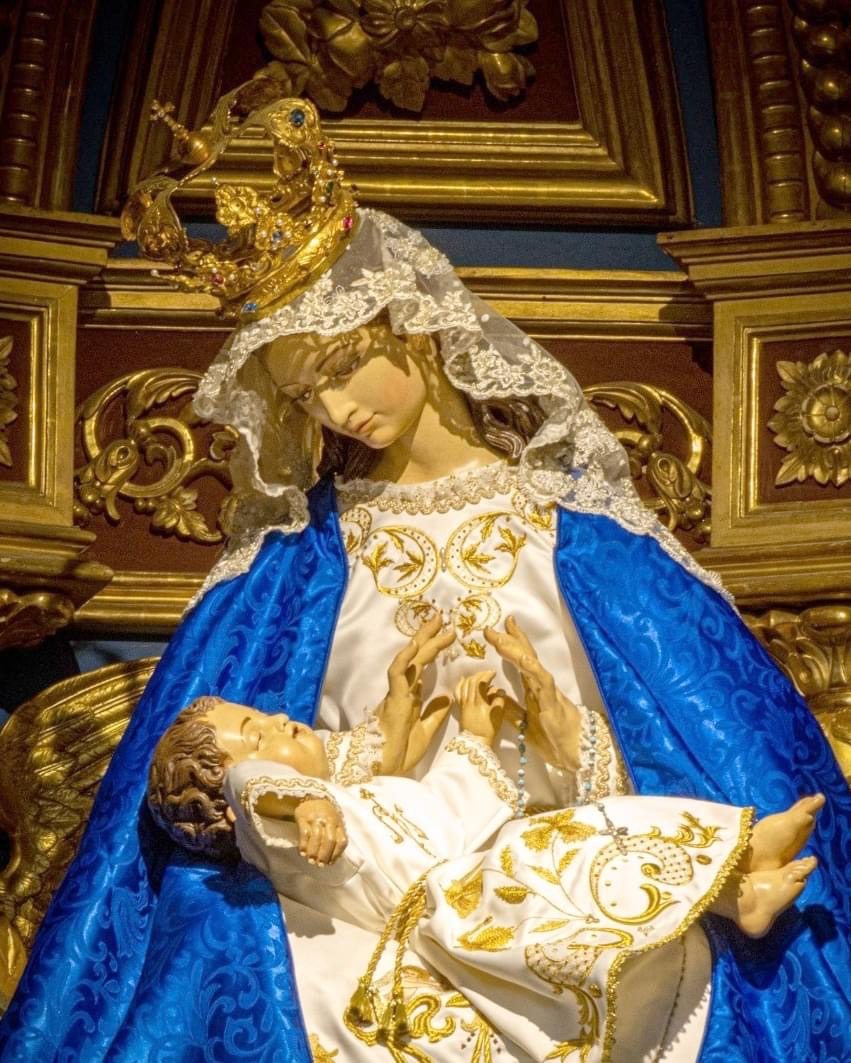
Imagem de Nossa Senhora da Providência (padroeira de Porto Rico) na Catedral de San Juan, Porto Rico

A Catedral de San Juan em Porto Rico, conhecida também como Santuário Nacional de Nossa Senhora da Mãe Divina Providência (Santuario Nacional de Nuestra Señora Madre de la Divina Providencia) é um centro de peregrinação católico porto-riquenho. A igreja foi construída em 1521, destruída por uma tempestade e posteriormente reconstruída em 1529. No dia 25 de janeiro de 1978, foi designada Basílica Menor por São Paulo VI.
No primeiro sábado de cada mês, o santuário organiza um evento para madrugadores, no qual se reza o terço e se administram os sacramentos da reconciliação e da eucaristia. Duas semanas antes da Semana Santa, o centro se prepara para sua missão quaresmal, que atrai milhares peregrinos por ano. Ocasionalmente, realiza-se o evento "Noite com Maria sob as Estrelas" (Con María Bajo Las Estrellas).